# Ерик Мартин
Ерик Мартин (на английски: Eric Martin) е американски рокмузикант - вокалист и песнописец, роден през 1960 година.
Започвайки кариерата си в музикалния бранш още от училищната скамейка в края на 1970-те години, Мартин става най-известен като съосновател и фронтмен на световно популярната през 1990-те години хардрок формация Мистър Биг. Той е основен автор на песните на групата и възлов елемент в стилистиката на състава с характерния си соул тембър. Автор е на големите баладични хитове „Just Take My Heart“ и „To Be with You“ – втората от тях, той замисля още през юношеските си години.

## Биография

### Ранни години
Роден е като Ерик Лий Мартин на 10 октомври 1960 година в Лонг Айлънд, щата Ню Йорк, в семейството на Айрис и Фредерик Лий „Пепър“ Мартин. Има брат - Дани и две сестри - Джоани и Лори. Семейството се мести често, поради кариерата на бащата, който е армейски офицер. В крайна сметка, те се установяват в района на Сан Франциско през 1976 година. Там, Ерик посещава гимназията Foothill High School, където заедно със свои съученици стартира първата си успешна група, наречена „415“. С тази формация, момчетата придобиват значителна локална популярност, изнасяйки многобройни концерти по клубове, забави и фестивали в продължение на няколко години. Дори имат участия на големи стадиони като подгряваща група за известни рок звезди.
Така се стига до 1983 година, когато 415 подписват договор с музикалната компания „Електра Рекърдс“, издавайки дебютния си албум „Sucker for a Pretty Face“, като сащевременно се прекръстват на Ерик Мартин Бенд. Вече като професионалисти, групата продължава участия като подгряващи изпълнители за турнетата на такива имена като ЗиЗи Топ и др. Въпреки това, през 1985 година, формацията се разпада и Ерик продължава търсенето на място в музикалния бизнес като солов изпълнител, издавайки албумите „Eric Martin“ (1985) и „I'm Only Fooling Myself“ (1987).

## Дискография

### С Ерик Мартин Бенд
- 1983 „Sucker for a Pretty Face“

### Соло албуми
- 1985 „Eric Martin“
- 1987 „I'm Only Fooling Myself“
- 1998 „Somewhere in the Middle“
- 2002 „Pure“ (формат EP)
- 2003 „I'm Goin' Sane“
- 2004 „Destroy All Monsters“
- 2008 „Mr. Vocalist“
- 2009 „Mr. Vocalist X'Mas“
- 2009 „Mr. Vocalist 2“
- 2010 „Mr. Vocalist 3“
- 2012 „Mr. Rock Vocalist“

### С Мистър Биг
- 1989: „Mr. Big“ - (златен албум в Япония)
- 1991: „Lean Into It“ - (платинен албум в САЩ, златен албум в Япония, златен албум в Германия)
- 1993: „Bump Ahead“ - (златен албум в Япония)
- 1996: „Hey Man“ - (златен албум в Япония)
- 2000: „Get Over It“ - (златен албум в Япония)
- 2001: „Actual Size“
- 2011: „What If...“

### Компилации и други албуми
- 2012: „L'Arc-En-Ciel Tribute“